# Енгурський край
Енгу́рський кра́й (латис. Engures novads) — адміністративно-територіальна одиниця Латвійської Республіки. Розташований у західній частині країни, в історичному регіоні Курляндія. Адміністративний центр — Смарде. Створений 2009 року. Площа — 397,9 км². Населення — 7575 осіб (2011). До складу краю входять 3 волості.